# Tabla de páginas invertida
Es una técnica de paginación en la cual hay una entrada por cada página real (o frame) de la memoria y además incluye información del proceso que posee dicha página. Por lo tanto, en el sistema solo habrá una tabla de páginas invertida y esta solo tendrá una entrada por cada frame en la memoria física. 
La principal ventaja de este método es que reduce la memoria física ocupada por la tabla de páginas. Pero por otra parte aumenta el tiempo de búsqueda de páginas ya que se debe explorar la tabla cada vez que hay una referencia a una página, debido a que esta se encuentra ordenada según la memoria física y las búsquedas se realizan según la memoria virtual. Para aliviar esto se utiliza una tabla de hash (Tablas de páginas hash) para limitar la búsqueda a una o (como mucho) algunas entradas de la tabla de páginas, pero cada acceso a una página requerirá dos accesos a memoria: uno para acceder a la tabla de hash y otro para la tabla de páginas (recordar que primero se explora un buffer TLB -Translation Lookaside Buffer- antes de consultar la tabla hash).
Los sistemas que utilizan tablas de páginas invertidas tienen problemas para implementar el concepto de memoria compartida ya que cada entrada de la tabla de páginas invertida corresponde a solo un frame en memoria.